# الإعاقة في الفلبين

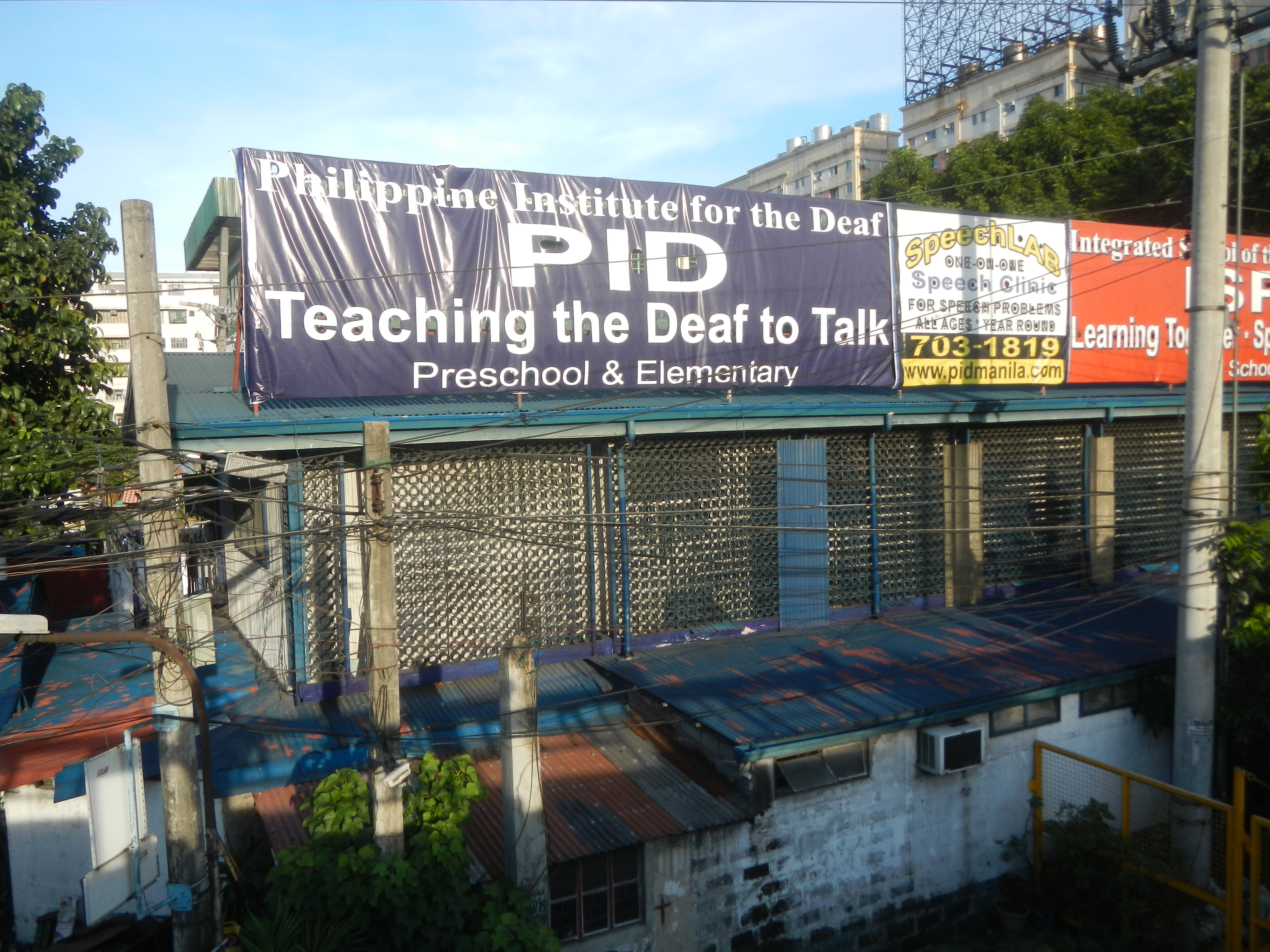
إعلان في مترو مانيلا للترويج لخدمات مدرسة ابتدائية تقدم خدماتها للأشخاص الصم.

في الفلبين، تعتبر الإعاقة إحدى القضايا الاجتماعية التي تؤثر على جزء من سكان الفلبين. ولضمان المساواة وحقوق الأشخاص ذوي الإعاقة، تم إقرار قوانين وسياسات فلبينية فيما يتعلق بالأشخاص ذوي الإعاقة. هناك أيضًا العديد من الجمعيات غير الحكومية التي تسعى إلى تشجيع وتحسين رفاهية الأشخاص ذوي الإعاقة.
المجلس الوطني لشؤون الإعاقة (NCDA)، المعروف سابقًا باسم المجلس الوطني لرعاية الأشخاص ذوي الإعاقة أو NCWDP، هو الهيئة الحكومية التي تركز على الأنشطة والقضايا والاهتمامات المتعلقة بالأشخاص ذوي الإعاقة في البلاد. إن أولويتهم هي متابعة وتنفيذ القوانين لضمان حماية الحقوق السياسية والمدنية للأشخاص ذوي الإعاقة. كما يقومون أيضًا بإدارة "اليوم العالمي للأشخاص ذوي الإعاقة في الفلبين" السنوي الذي يقام في 3 ديسمبر للدفاع عن حقوق وامتيازات الأشخاص ذوي الإعاقة.

## التعريف القانوني
يتضمن القسم 4 من قانون الجمهورية رقم 7277 أو الميثاق الأعظم للأشخاص ذوي الإعاقة تعريف الإعاقة في الفلبين.

### شخص معاق
يتم تعريف الأفراد ذوي الإعاقة في الفلبين على أنهم أفراد "يعانون من قيود أو قدرات مختلفة، نتيجة لإعاقة عقلية أو جسدية أو حسية، لأداء نشاط بالطريقة أو ضمن النطاق الذي يعتبر طبيعيًا للإنسان".

### ضعف
يتم تعريف الضعف بأنه "أي فقدان أو نقصان أو انحراف في البنية النفسية أو الفسيولوجية أو التشريحية للوظيفة".

### الإعاقة
يتم تعريف الإعاقة على أنها "(1) ضعف جسدي أو عقلي يحد بشكل كبير من وظيفة أو أكثر نفسية أو فسيولوجية أو تشريحية لشخص أو أنشطة هذا الشخص؛ (2) سجل لمثل هذا الضعف؛ أو (3) اعتبار الشخص مصابًا بمثل هذا الضعف".

### عائق
يتم تعريف الإعاقة بأنها "عيب يصيب فرد معين نتيجة لضعف أو عجز يحد أو يمنع الوظائف أو النشاط الذي يعتبر طبيعيًا بالنظر إلى عمر وجنس الفرد".

## انتشار
سجلت هيئة الإحصاء الفلبينية إجمالي 1.443 مليون شخص في الفلبين (1.57٪ من إجمالي السكان) من ذوي الإعاقة اعتبارًا من عام 2010 وصنفتهم وفقًا للفئة العمرية والجنس والمنطقة. في عام 2011، قامت وزارة الرعاية الاجتماعية والتنمية بإعداد ونشر نتائج المسح حول الأسر الفلبينية التي لديها أشخاص من ذوي الإعاقة فيما يتعلق بأنواع إعاقتهم
وكانت نتائج الاستطلاع كما هو موضح أدناه:
| المنطقة                                     | عدد السكان في الأسر (في 1000) | عدد السكان العائليين ذوي الإعاقة (في 1000) |
| ------------------------------------------- | ----------------------------- | ------------------------------------------ |
| الفلبين                                     | 92,098                        | 1,443                                      |
| منطقة العاصمة الوطنية                       | 11,797                        | 167                                        |
| منطقة كورديليرا الإدارية (CAR)              | 1,612                         | 26                                         |
| المنطقة الأول - إيلوكوس                     | 4,743                         | 78                                         |
| المنطقة الثانية - وادي كاجيان               | 3,226                         | 56                                         |
| المنطقة الثالثة - وسط لوزون                 | 10,118                        | 139                                        |
| المنطقة IV-A - كالبارزون                    | 12,583                        | 193                                        |
| المنطقة IV-B - MIMAROPA                     | 2,732                         | 50                                         |
| المنطقة V - بيكول                           | 5,412                         | 100                                        |
| المنطقة السادسة - فيزايا الغربية            | 7,090                         | 138                                        |
| المنطقة السابعة - فيساسيا الوسطى            | 6,785                         | 109                                        |
| المنطقة الثامنة - فيساسا الشرقية            | 4,090                         | 72                                         |
| المنطقة رقم تسعة - شبه جزيرة زامبانغا       | 3,398                         | 46                                         |
| المنطقة X - شمال مينداانو                   | 4,285                         | 67                                         |
| المنطقة الـ XI - دافاو                      | 4,453                         | 71                                         |
| المنطقة الثانية عشر - سوكسكارجن             | 4,103                         | 59                                         |
| المنطقة الذاتية في مدينانا الإسلامية (ARMM) | 3,249                         | 35                                         |
| المنطقة الثالثة عشر - كاراجا                | 2,425                         | 38                                         |

| الفئة العمرية  | الأشخاص ذوو الإعاقة (بالألف) حسب الجنس | الأشخاص ذوو الإعاقة (بالألف) حسب الجنس | الأشخاص ذوو الإعاقة (بالألف) حسب الجنس | النسبة بين الجنسين |
| -------------- | -------------------------------------- | -------------------------------------- | -------------------------------------- | ------------------ |
| الفئة العمرية  | المجموع                                | ذكر                                    | أنثى                                   | النسبة بين الجنسين |
| جميع الأعمار   | 1,443                                  | 734                                    | 709                                    | 104                |
| 0 - 14         | 272                                    | 149                                    | 123                                    | 121                |
| 15 - 49        | 578                                    | 312                                    | 266                                    | 117                |
| 50 - 64        | 274                                    | 141                                    | 133                                    | 103                |
| 65 سنة وما فوق | 319                                    | 132                                    | 187                                    | 70                 |

| أُسرَة                                             | المجموع   | نسبة مئوية |
| ------------------------------------------------ | --------- | ---------- |
| الأسر التي تم مسحها                              | 4,446,649 | 100%       |
| أسرة بها أشخاص من ذوي الإعاقة                    | 302,421   | 6.77%      |
| أسرة تعاني من فقدان السمع                        | 27,972    | 0.63%      |
| أسرة تعاني من ضعف البصر                          | 53,034    | 1.19%      |
| أسرة تعاني من صعوبات في الكلام/اضطراب في التواصل | 28,259    | 0.63%      |
| أسرة تعاني من إعاقة عظمية                        | 41,551    | 0.93%      |
| أسرة تعاني من صعوبات ذهنية/تعلمية                | 28,610    | 0.64%      |
| الأسرة التي تعاني من أنواع أخرى من الإعاقات      | 77,599    | 1.74%      |

## المنظمات غير الحكومية
ويقوم المجلس الوطني لشؤون الإعاقة بتنظيم قائمة المنظمات غير الحكومية التي تتعاون رسميا مع الحكومة. هناك 8 منظمات غير حكومية معترف بها من قبل الهيئة الوطنية للأشخاص ذوي الإعاقة والتي تلبي احتياجات الأشخاص ذوي الإعاقة الفلبينيين على المستوى الوطني. وتتابع وحدات الحكومة المحلية أيضًا الوكالات أو الجمعيات المحلية غير الحكومية التي تلبي احتياجات الأشخاص ذوي الإعاقة. تحتفظ كل مدينة أو بلدية بمكتب شؤون الأشخاص ذوي الإعاقة تحت إشراف مكتب عمدة المدينة لتسهيل احتياجات مواطنيها في المنطقة. لقد طلبت بعض المدن مثل مدينة باجيو من جميع بلدياتها الاحتفاظ بمكتب أو لجنة ذوي الإعاقة من أجل الوصول بكفاءة إلى ناخبي ذوي الإعاقة.

## السياسات والتشريعات الحكومية
ينص الدستور الفلبيني لعام 1987 على الاعتراف بالأشخاص ذوي الإعاقة. تنص المادة الثالثة عشرة، القسم الثالث عشر، على أن "تُنشئ الدولة هيئةً خاصةً للأشخاص ذوي الإعاقة لإعادة تأهيلهم وتطويرهم الذاتي واعتمادهم على أنفسهم ودمجهم في المجتمع". وسُميَّت الهيئة المُنشأة "المجلس الوطني لشؤون الإعاقة". بعض القوانين المتعلقة بالأشخاص ذوي الإعاقة تشمل القانون الجمهوري رقم 7277 (ماجنا كارتا للأشخاص ذوي الإعاقة)، Batas Pambansa Blg. 344 (قانون إمكانية الوصول)، وقانون الجمهورية 6759 (قانون العصا البيضاء)، واتفاقية منظمة العمل الدولية رقم 159 (التأهيل المهني للأشخاص ذوي الإعاقة).

### قانون الجمهورية رقم 7277
هذا القانون، الميثاق الأعظم للأشخاص ذوي الإعاقة، هو "قانون ينص على إعادة تأهيل الأشخاص ذوي الإعاقة وتطويرهم الذاتي واعتمادهم على أنفسهم ودمجهم في المجتمع ولأغراض أخرى". ويحدد حقوق وامتيازات الأشخاص ذوي الإعاقة ويحظر التمييز ضدهم. تم التصديق عليها في 24 مارس 1992.

### باتاس بامبانسا بلج. 344
قانون إمكانية الوصول هو قانون يعزز قدرة الأشخاص ذوي الإعاقة على الحركة ويلزم المباني والمؤسسات والمرافق العامة بتثبيت بعض المرافق والأجهزة الأخرى. ينص هذا القانون على ضرورة تركيب الأرصفة والمنحدرات والسور للأشخاص ذوي الإعاقة في الأماكن العامة. تم التصديق عليها في 7 ديسمبر 1982.

### قانون الجمهورية رقم 6759
يعلن قانون العصا البيضاء يوم الأول من أغسطس من كل عام باعتباره يوم سلامة العصا البيضاء تقديراً لغلاء حاجة الأشخاص ذوي الإعاقة البصرية للمساعدة وتذكيراً للجمهور بواجبهم في رعايتهم واحترامهم. تم التصديق على القانون في 18 سبتمبر 1989.

### قانون الجمهورية رقم 10754
قانون الجمهورية رقم 10754 هو توسيع لفوائد وامتيازات الأشخاص ذوي الإعاقة في الفلبين كتعديل للميثاق الأعظم للأشخاص ذوي الإعاقة. ويسلط الضوء على الفوائد والامتيازات الأساسية والمجتمعية للأشخاص ذوي الإعاقة. تم التوقيع عليه في 1 ديسمبر 2016.

### المؤهلات
الأشخاص ذوو الإعاقة هم أولئك الذين يعانون من إعاقات جسدية أو عقلية أو فكرية أو حسية طويلة الأمد والتي قد تعيقهم عند التفاعل مع الحواجز المختلفة من المشاركة الكاملة والفعالة في المجتمع على قدم المساواة مع الآخرين. يتم إصدار بطاقات الهوية لأي شخص من ذوي الإعاقة يعاني من إعاقات دائمة بسبب أي حالة واحدة أو أكثر من الحالات التالية: النفسية الاجتماعية، المرض المزمن، التعلم، العقلية، البصرية، العظام، النطق والسمع. يشمل ذلك الأشخاص المصابين بأمراض معوقة تؤدي إلى تقييد الشخص للقيام بالأنشطة اليومية بشكل طبيعي قدر الإمكان مثل على سبيل المثال لا الحصر أولئك الذين يخضعون لغسيل الكلى، واضطرابات القلب، وحالات السرطان الشديدة وغيرها من الحالات المماثلة التي تؤدي إلى الإعاقة المؤقتة أو الدائمة.

### فوائد
بموجب القانون الجمهوري رقم 10754، فإن فوائد الأشخاص ذوي الإعاقة هي كما يلي:
1. خصم 20% وإعفاء من ضريبة القيمة المضافة على شراء بعض السلع والخدمات مثل أماكن الإقامة والمطاعم ومراكز الترفيه وشراء الأدوية والأغذية لأغراض طبية خاصة والخدمات الطبية وطب الأسنان ورسوم التشخيص والمختبر والرسوم المهنية للأطباء المعالجين والسفر الجوي والبحري المحلي والسفر البري وخدمات الجنازة والدفن لوفاة شخص ذي إعاقة.
2. المساعدة التعليمية
3. المزايا من GSIS وSSS وPag-Ibig بناءً على مواثيقهم الخاصة
4. خصومات خاصة في البرامج الخاصة
5. الممرات السريعة

### المزايا الضريبية
يقدم مكتب الإيرادات الداخلية مزايا وفوائد ضريبية للأشخاص المؤهلين من ذوي الإعاقة (PWD) بالإضافة إلى المستفيد أو أي شخص يهتم ويعيش مع الأشخاص ذوي الإعاقة بموجب لوائح الإيرادات رقم 5-2017. يقدم برنامج ضريبة الدخل بالفعل مزايا ضريبية في وقت مبكر من عام 2009 من خلال RR 1–2009.
يحق للمستفيدين من لائحة BIR للأشخاص ذوي الإعاقة ومحسنيهم الحصول على خصم لا يقل عن 20 بالمائة على بيع السلع والخدمات المحددة. نصت اللائحة RR 5-2017 على وجه التحديد على أن المحسنين بغض النظر عن الجنسية يجب أن يكون لديهم الدرجة المدنية الرابعة من القرابة أو المصاهرة مع الأشخاص ذوي الإعاقة بينما لم يكن لدى اللائحة السابقة RR 1-2009 هذا القيد.

## تعليم
يضمن قانون الجمهورية رقم 7277 أن يتمتع الأشخاص ذوو الإعاقة بإمكانية الوصول والفرص الكافية للحصول على تعليم جيد. بموجب هذا الميثاق الأعظم للأشخاص ذوي الإعاقة، يُحظر على أي مؤسسة تعليمية "رفض قبول أي شخص معاق في أي دورة تقدمها بسبب الإعاقة أو العجز". عند صياغة السياسات والبرامج التعليمية، يجب على الدولة أن تأخذ في الاعتبار الاحتياجات أو المتطلبات الخاصة للأشخاص ذوي الإعاقة، كما يجب عليها تشجيع المؤسسات التعليمية على القيام بالمثل. كما تقدم الدولة مساعدات مالية مثل المنح الدراسية وبرامج قروض الطلاب والإعانات والحوافز الأخرى إلى "الطلاب ذوي الإعاقة المهمشين اقتصاديًا ولكن المستحقين الذين يواصلون التعليم ما بعد الثانوي أو العالي" في المدارس العامة والخاصة. يتم تخصيص ما لا يقل عن خمسة في المائة من مخصصات برنامج المساعدة المالية لطلاب التعليم الخاص للطلاب الذين يدرسون دورات الدرجات المهنية والتقنية.
ويتم تمويل تنفيذ برنامج التعليم الخاص أيضًا من قبل الحكومة الوطنية، والتي تعمل على ضمان وجود نظام كامل وكافٍ ومتكامل للبرنامج للأشخاص ذوي الإعاقة.

### التعليم الخاص
تعترف وزارة التعليم (DepEd) حاليًا بـ 648 مركزًا للتعليم الخاص (SPED) ومدارس عادية في الفلبين تقدم برنامج SPED. من بين 648، 471 يخدمون طلاب المرحلة الابتدائية بينما 177 يخدمون طلاب المرحلة الثانوية. ومن بين المدارس الحكومية أو العامة الخاصة مدرسة خوسيه فابيللا التذكارية، ومدرسة NOH للأطفال المعوقين، والمدرسة الوطنية الفلبينية للمكفوفين، والمدرسة الفلبينية للصم. يقدم برنامج SPED الذي تقدمه وزارة التعليم خدماته للمتعلمين ذوي الإعاقة البصرية والإعاقة الفكرية وصعوبات التعلم واضطراب طيف التوحد واضطراب التواصل والإعاقة الجسدية والاضطراب العاطفي والسلوكي والإعاقة المتعددة مع ضعف البصر وأولئك الذين يعانون من إعاقات عظام أو أمراض مزمنة أو موهوبين ومتفوقين.
قد يتضمن برنامج التعليم الخاص (SPED) فصلًا مستقلاً/خاصًا وهو فصل منفصل لنوع واحد من الاستثناءات، أو التدريس المتجول حيث يقدم المعلم استشارات مباشرة مع الطالب في المنزل أو في المدرسة، أو الدمج حيث يتم تدريس جميع الأطفال ذوي أنواع الإعاقات المختلفة معًا في فصل دراسي واحد. يمكن أيضًا تسجيل طفل من ذوي الإعاقة في فصل دراسي عادي من خلال ما يسمى بالدمج أو التكامل. في إطار التكامل الجزئي، ينضم الطالب في فصل الاحتياجات الخاصة إلى الطلاب العاديين في أنشطة غير أكاديمية مثل التربية البدنية وبرامج الفنون والتعليم المهني. إذا كان الطالب مؤهلاً، فيمكنه في النهاية الانضمام إلى المواد الأكاديمية العادية. من ناحية أخرى، يشارك الطفل ذو الاحتياجات الخاصة الذي يخضع للتكامل الكامل في الفصول الدراسية الأكاديمية وغير الأكاديمية العادية.
بالنسبة للجامعات والكليات، يحتفظ المجلس الوطني لشؤون الإعاقة بقائمة من المؤسسات التي تقبل الطلاب ذوي الإعاقة.
كما توفر جامعة الفلبين (UP) اختبار قبول جامعي خاص بجامعة الفلبين (UPCAT) والذي يستوعب الأشخاص ذوي الإعاقة الذين يرغبون في إجراء الاختبار من خلال توفير مواد مثل كتيب اختبار برايل وحتى مترجمي لغة الإشارة أيضًا. يجوز للطلاب ذوي الإعاقة إجراء الاختبار بشرط اجتيازهم للدرجة المحددة من قبل كل حرم جامعي.

## المساواة في التوظيف
هناك سياسات حكومية تهدف إلى تعزيز تكافؤ الفرص في توظيف الأشخاص ذوي الإعاقة. يضمن قانون الجمهورية (RA) رقم 10524 والقواعد واللوائح التنفيذية (IRR) لقانون الجمهورية 10524 أن الموظف المؤهل من ذوي الإعاقة يتمتع بنفس شروط وأحكام التوظيف ونفس التعويضات والامتيازات والفوائد والمزايا الإضافية والحوافز أو البدلات مثل الشخص المؤهل غير المعاق. كما لا يجوز التمييز ضد الأشخاص ذوي الإعاقة على أساس الإعاقة فيما يتعلق بأمور تتعلق بجميع أشكال التوظيف، بما في ذلك شروط التوظيف والتعيين والتوظيف، واستمرار العمل، والتقدم الوظيفي، وظروف العمل الآمنة والصحية. ولضمان حصول الأشخاص ذوي الإعاقة أيضًا على فرصة في الوكالات الحكومية أو المكاتب أو الهيئات، يتم حجز واحد بالمائة (1%) من جميع الوظائف للأشخاص ذوي الإعاقة ويتم تشجيع الشركات الخاصة التي تضم أكثر من مائة (100) موظف على حجز ما لا يقل عن واحد بالمائة (1%) من جميع الوظائف للأشخاص ذوي الإعاقة. وبموجب هذا، يجب أيضًا الحفاظ على رفاهية الأشخاص ذوي الإعاقة وعدم خلق أو فرض أي عبء على الأشخاص ذوي الإعاقة الذين يتم توظيفهم. قانون الجمهورية رقم 1179 هو قانون يهدف إلى مساعدة المكفوفين وغيرهم من الأشخاص ذوي الإعاقة فيما يتعلق بالتوظيف. من خلال إنشاء مكتب إعادة التأهيل المهني، يتم توفير خدمات إعادة التأهيل المهني للأشخاص ذوي الإعاقة لإعدادهم للتوظيف المناسب من خلال تبني خطة إعادة التأهيل المهني والحفاظ عليها لتسهيل إعادة تأهيل الأفراد ذوي الإعاقة بما في ذلك التعداد السكاني وتوفير فرص العمل.
وتوجد أيضًا دراسات حول توظيف الأشخاص ذوي الإعاقة. وفي إحدى الدراسات التي أجريت حول توظيف الأشخاص ذوي الإعاقة في مناطق مختارة من الفلبين، يتم توظيف معظم الأشخاص ذوي الإعاقة من قبل مؤسسات خاصة، وخاصة مؤسسات الأشخاص ذوي الإعاقة التي توفر التدريب وتزود الأشخاص ذوي الإعاقة بالمهارات اللازمة للوظائف. ومن بين هذه المؤسسات عيادات التدليك ذبذبات، المملوكة والمدارة من قبل معالجين تدليك مكفوفين، ومركز تاهانانغ والانغ هاجدان، وهو مركز إعادة تأهيل للأفراد ذوي الإعاقات الجسدية. توفر شركة تاهانانغ والانغ هاجدان مشاريع تتضمن ورشة عمل للحرف المعدنية وتصنع الكراسي المتحركة والألعاب التعليمية والحقائب وغيرها من العناصر المبتكرة. ومع ذلك، هناك أيضًا شركات تدرج توظيف الأشخاص ذوي الإعاقة في مسؤولياتها الاجتماعية للشركات (CSR) مثل شركة شركة لامويان في بارانياكي والمناطق الاقتصادية مثل شركة Clark Development Corporation (CDC). كما أنشأ برنامج أمة ذوي القدرات الكاملة التابع لمؤسسة آسيا من خلال شراكة السفارة الأسترالية ومؤسسة آسيا في الفلبين حملة "1 مايو" التي تهدف إلى تحسين نسبة توظيف الأشخاص ذوي الإعاقة من خلال تعزيز التوظيف الشامل وفقًا لقانون جمهورية 10524.
في سبتمبر 2015، حددت الأمم المتحدة أهداف التنمية المستدامة كمجموعة من الأهداف التي يتعين تحقيقها بحلول عام 2030، والفلبين هي واحدة من بين 149 دولة تشارك في هذه الدعوة العالمية للعمل. تهدف أهداف التنمية المستدامة إلى البناء على عمل الأهداف الإنمائية للألفية السابقة من أجل معالجة الفقر وعدم المساواة وتغير المناخ. الهدف الثامن من أهداف التنمية المستدامة: العمل اللائق والنمو الاقتصادي يهدف إلى تعزيز المساواة في التوظيف للجميع. الهدف هو أن يتمكن الجميع، بما في ذلك الشباب والأشخاص ذوي الإعاقة، من تحقيق العمالة الكاملة والمنتجة، فضلاً عن الأجر المتساوي للعمل ذي القيمة المتساوية، بحلول عام 2030.
يهدف قانون RA 10524 وIRR التابع له إلى توفير فرص عمل متساوية للأشخاص ذوي الإعاقة، وتعزيز إعادة التأهيل والتطوير الذاتي والاعتماد على الذات وتأكيد الأشخاص ذوي الإعاقة كأعضاء منتجين في المجتمع مع توفير الفوائد للقطاع الخاص. تحصل الشركات الخاصة التي توظف الأشخاص ذوي الإعاقة على خصم إضافي بنسبة 25% من إجمالي دخل الشركة الخاصة من إجمالي المبلغ المدفوع كرواتب وأجور للأشخاص ذوي الإعاقة. من أجل الحصول على هذا الخصم، يجب عليهم تقديم دليل على توظيف الأشخاص ذوي الإعاقة المسجلين في وزارة العمل والتوظيف (DOLE) ووزارة الصحة (DOH). هناك أيضًا خصم إضافي من صافي دخلهم إذا كانت مرافقهم المعدلة تلبي احتياجات الأشخاص ذوي الإعاقة نظرًا لأن هذه التعديلات منفصلة عن متطلبات قانون باتاس بامبانسا (BP) رقم 344 أو قانون تعزيز قدرة الأشخاص ذوي الإعاقة على الحركة.

## الرياضة
يتم التعامل مع الرياضات أو الرياضات البارالمبية للأشخاص ذوي الإعاقة في الفلبين من قبل اللجنة البارالمبية الفلبينية (PPC، والتي كانت تسمى سابقًا الجمعية الرياضية الفلبينية للأشخاص ذوي القدرات المختلفة، اللجنة البارالمبية الوطنية في الفلبين أو اللجنة البارالمبية الفلبينية). تفتخر البلاد بفريق كرة السلة الوطني للرجال على الكراسي المتحركة والذي شارك في بطولات في جميع أنحاء آسيا. كما شاركت البلاد في الألعاب البارالمبية الصيفية منذ عام 1988. كانت الميدالية الأولى التي حصلت عليها البلاد في الألعاب هي الميدالية البرونزية التي حصلت عليها رافعة الأثقال أدلين دومابونج التي تنافست في دورة الألعاب البارالمبية الصيفية عام 2000.

## روابط خارجية
- إدارة الأشغال العامة في الفلبين